# Varsėdžiai

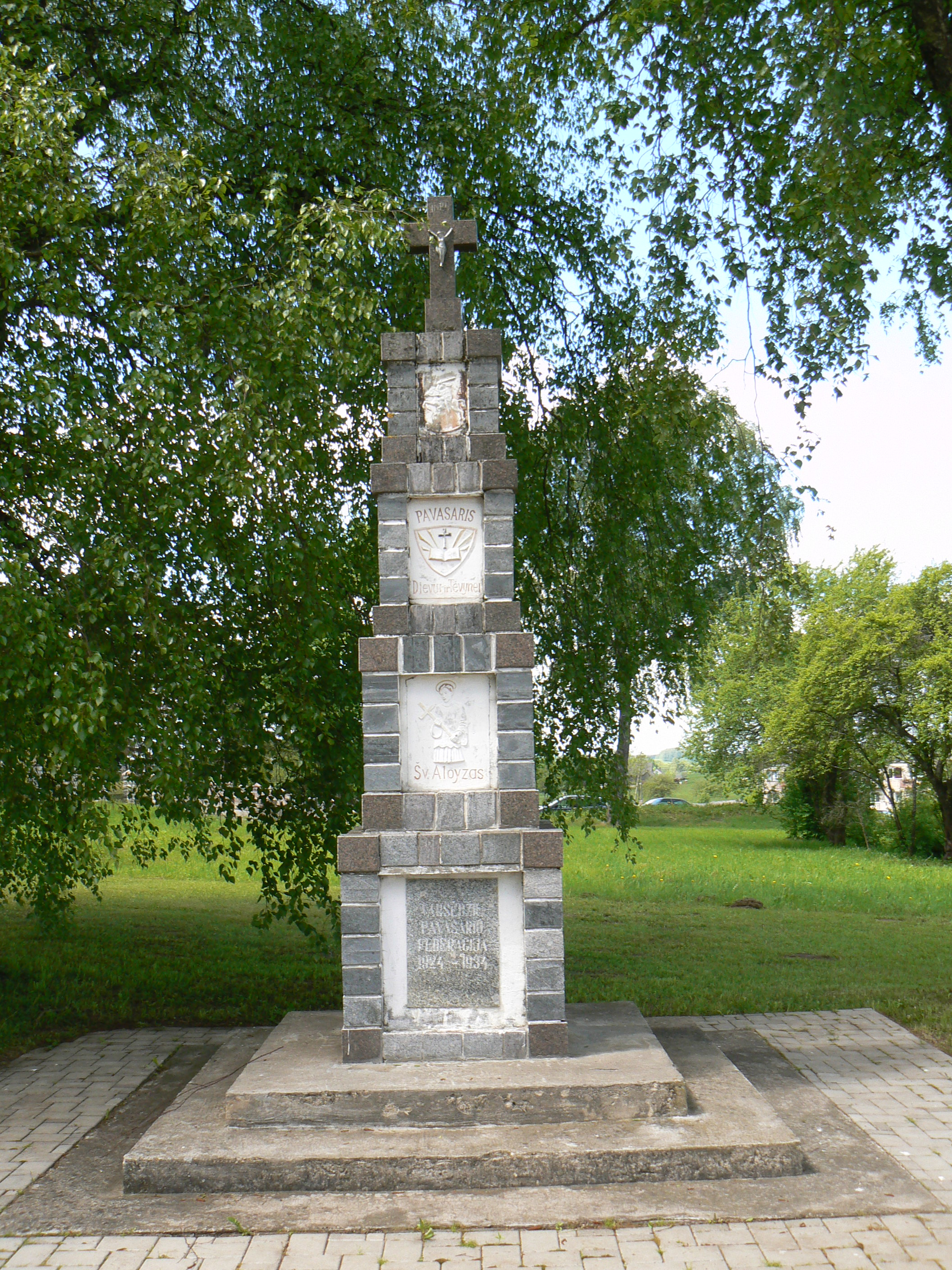
Památník k desátému výročí činnosti organizace "Pavasaris" (Jaro), postavený roku 1934, sověty zbořený roku 1964 a obnovený roku 1990 ve Varsėdžiajích

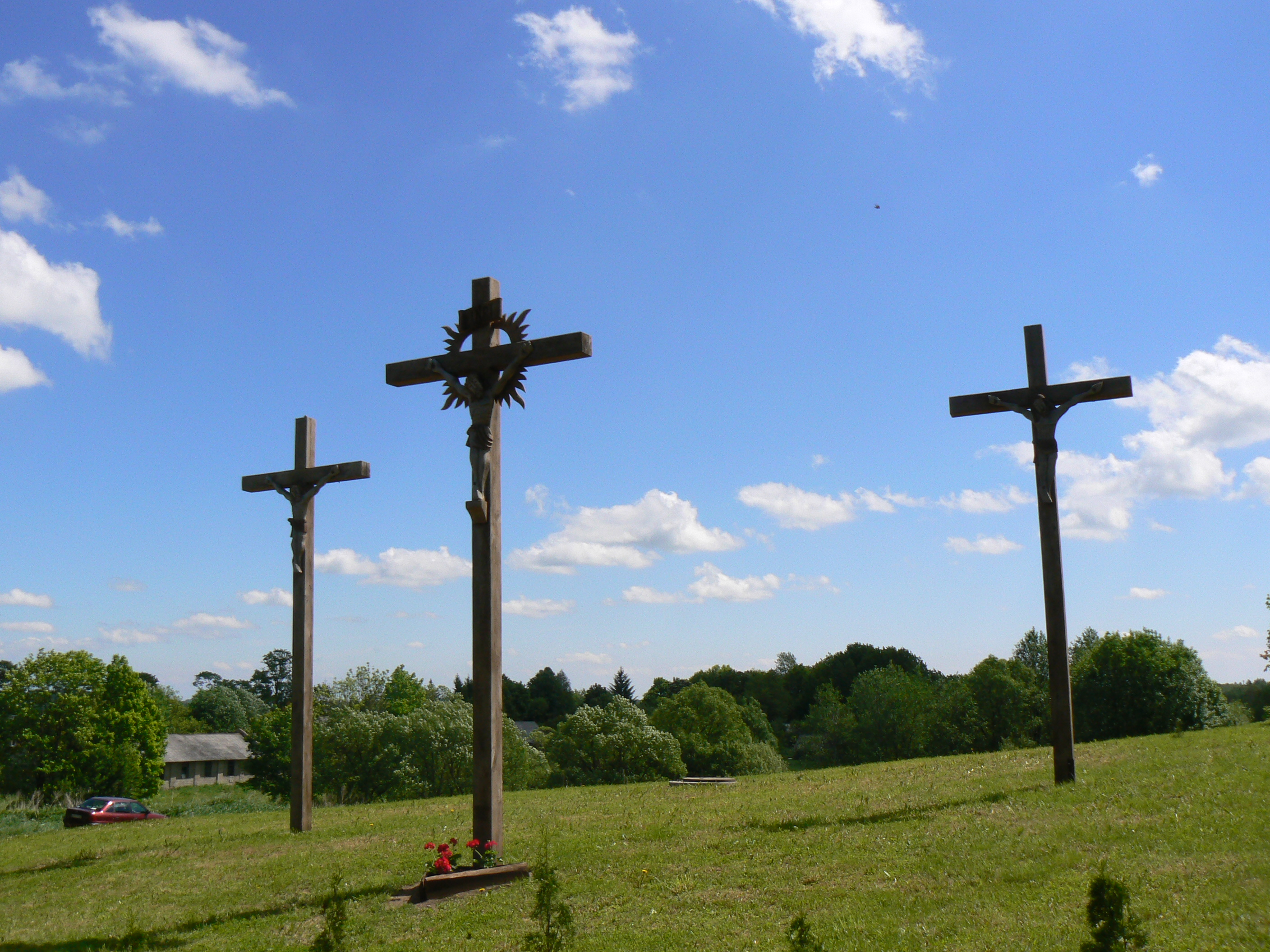
Tři kříže před farou kostela Sv. Rocha

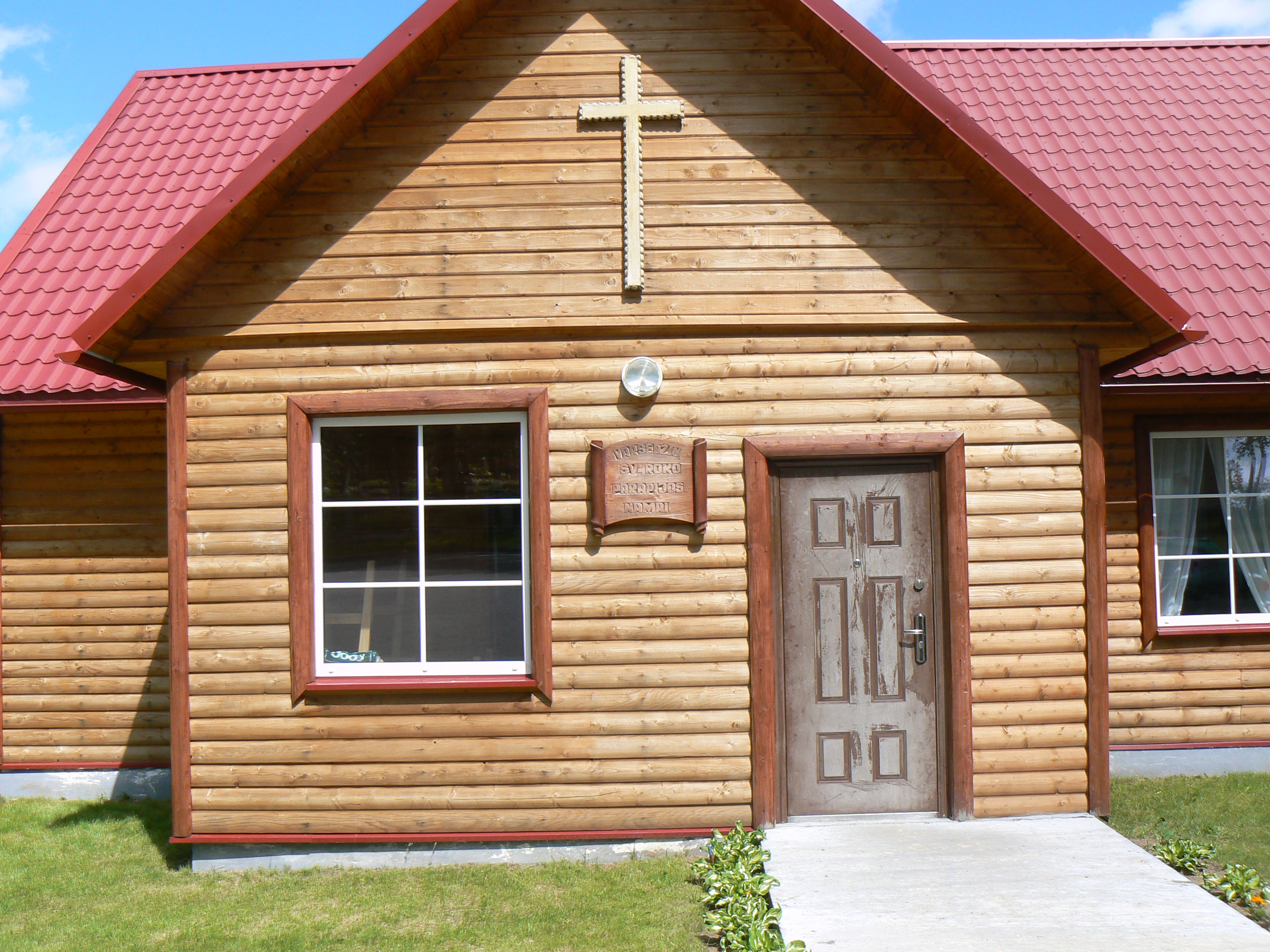
Varsėdžiajská fara

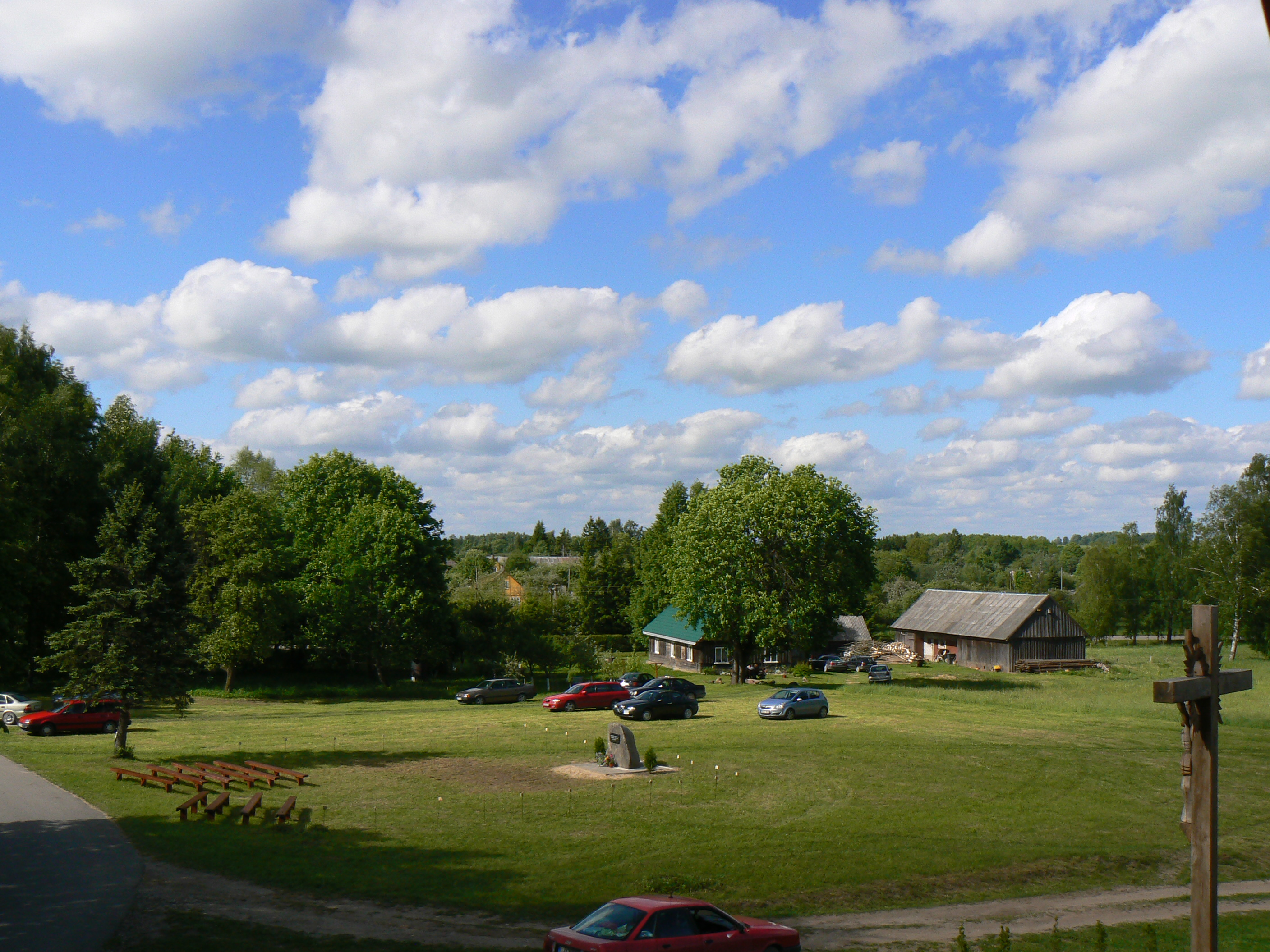
Pohled na Varsėdžiai z fary

Varsėdžiai (žemaitsky Varsiedē) je obec v západní části Litvy, ve Žmudi, v Tauragėském kraji, okres Šilalė, 4 km na sever od Nového Obelyna, 7 km na severozápad od Upyny, 2 km na jih od dálnice A1 Klaipėda - Vilnius. Je to středisková obec. Na nejvyšším místě v obci stojí kostel Svatého Rocha, postavený roku 1720, obnovený roku 1817, zpočátku filiálka kaltinėnské farnosti, po nějaký čas stálého faráře neměl. Později biskup Mečislovas Paliulionis ustanovil řádným farářem filiálky kněze Povila Žaba (pohřben u kostela, lidé jej měli za svatého a modlili se u jeho hrobu). Kaunaský gubernátor v roce 1908 povolil na území při kostele místo původní dřevěné postavit zděnou kapličku. 17. prosince 1936 byla ustavena varsėdžiajská farnost. Varsėdžiai jsou slavné výročními poutěmi (litevsky atlaidai): Pouť Svatého Rocha a Pouť Nejsvětější Panenky Marie (jinak také Žolinės - Travní). V těsné blízkosti kostela je prodejna smíšeného zboží (do obce dojíždí také pojízdná prodejna). V blízkosti kostela byla také škola. Obyvatelé obce se zabývají převážně zemědělstvím, je tu také několik včelařů. V obci je zastávka autobusové linky. Je zde také památník k desátému výročí činnosti organizace "Pavasaris" (Jaro), postavený roku 1934, sověty zbořený roku 1964 a obnovený roku 1990.

## Minulost
Uprostřed obce bylo odkryto pohřebiště z 3. - 4. století. Obydlené místo je zmiňováno již roku 1421, ale sám název tehdy zmíněn nebyl. V roce 1562 v inventáři karšuvského okresu/gminy je zmiňován název Worszydyszki, byla to kaltinėnská filiální farnost faráře Mikaloje. V roce 1576 zde byl postaven první kostelík. V roce 1576 bylo v obci jen 10 usedlostí. Později zde byla založena krčma. V roce 1909 byla založena první základní škola, která byla zrušena v roce 1985 (pro přeložení do Nového Obelyna) a později zbořena v 90. letech 20. století. Počty obyvatel: 1923 95 obyvatel, 1987 - 172, 2001 - 157, 2005 - 162.

### Původ názvu
Obec dostala název podle pravého přítoku obcí protékající řeky Akmenynas jménem Varė: první část Var- je od říčky Varė, druhá část -sėdžiai znamená: ti, kteří se usadili u (Varė), kteří zde mají sídlo; žemaitské slovo sėdis znamená usedlost, sídlo, ves, množné číslo od toho je -sėdžiai v litevštině, -siedē v žemaitštině.

## Skloňování
- 1. p. Varsėdžiai
- 2. p. Varsėdžiů
- 3. p. Varsėdžiům
- 4. p. Varsėdžiaje
- 5. p. Varsėdžiaje!
- 6. p. (o) Varsėdžiajích
- 7. p. Varsėdžiaji

Varsėdžiai jsou v češtině i v litevštině rodu mužského, vzor měkký, neživotný, číslo pomnožné.
Přivlastňovací tvary: Varsėdžiajský, -á, -é, obyvatelé: Varsėdžiané.

Tento způsob skloňování není potvrzen ÚJČ AV ČR!